# Civilized Man
Civilized Man (с англ. — «Цивилизованный человек») — девятый студийный альбом британского певца Джо Кокера, выпущенный в 1984 году.

## Об альбоме
Альбом, наряду со своим предшественником Sheffield Steel 1982 года, являл собою новый виток карьеры Джо Кокера, представляя собой более качественный продакшн и более широкое использование современных технологий для создания качественного звучания.
Композиции стороны «А» записывались в Лос-Анджелесе при участии музыкантов группы Toto (Стив Люкатер, Джеф Поркаро, Дэвид Пэйч) и спродюсированы Гэри Кацом. Сторона «Б» записывалась в Нашвилле и спродюсирована Стюартом Левином. В «Long Drag Off a Cigarette» сыграл бывший партнёр Джо по группе Джим Келтнер.
Civilized Man закрепил успех предшественника, пользуясь успехом в странах Европы.

## Список композиций
| №  | Название                    | Автор(ы)                                                 | Длительность |
| -- | --------------------------- | -------------------------------------------------------- | ------------ |
| 1. | «Civilized Man»             | Ричард Филдман, Пэт Робинсон                             | 3:56         |
| 2. | «Come On In»                | Д.Либер, М.Столлер, Д.Трэдвелл, Л.Паттерсон, Бен Е. Кинг | 3:48         |
| 3. | «There Goes My Baby»        | Боб Тельсон                                              | 3:49         |
| 4. | «Tempted»                   | Крис Диффорд, Гленн Тилбрук                              | 4:15         |
| 5. | «Long Drag Off a Cigarette» | Ларри Джон МакНелли                                      | 2:35         |

| №   | Название                                | Автор(ы)                      | Длительность |
| --- | --------------------------------------- | ----------------------------- | ------------ |
| 6.  | «I Love the Night»                      | Трой Силс, Майкл Рейд         | 3:48         |
| 7.  | «Crazy In Love»                         | Ренди МакКормик, Эвен Стивенс | 3:52         |
| 8.  | «A Girl Like You»                       | Трой Силс, Уилл Дженнингс     | 3:09         |
| 9.  | «Hold On (I Feel Our Love Is Changing)» | Джо Сэмпл, Уилл Дженнингс     | 3:42         |
| 10. | «Even a Fool Would Let Go»              | Том Сноу, Керри Чэтер         | 3:52         |

## В записи участвовали
- Джо Кокер — вокал;
- Стив Люкатер, Reggie Young, Larry John McNally, Dann Huff, Dean Parks, Domenic Troiano, Jon Goin, Pete Bordonali — гитары
- Nathan East, David Hungate, Bob Wray — бас-гитары
- David Briggs, Rob Mounsey, David Paich, Greg Phillinganes, Bob Telson, Shane Keister, Randy McCormick — клавишные
- Paulinho da Costa, Starz Vander Lockett — перкуссия
- Jeff Porcaro, Larrie Londin, Jim Keltner, James Stroud — ударные
- Mary Davis, Bobbie Butler, Sam Butler, James W. Carter, Cissy Houston, Zachary Sanders, Julia Tillman Waters, Maxine Willard Waters, Luther Waters, Oren Waters, Frank Floyd, Deirdre Tuck Corley — бэк-вокал
- Lenny Pickett, Jim Horn, David Tofani — саксофон
- Dave Bargeron — тромбон
- Randy Brecker — труба
- Sid Sharp, David Briggs — струнные
- Bob Telson — гудок

## Чарты и сертификации
| Год  | Чарт                     | Позиция |
| ---- | ------------------------ | ------- |
| 1984 | Swiss Albums Chart       | 5       |
| 1984 | Norway Albums Chart      | 5       |
| 1984 | German Albums Chart      | 7       |
| 1984 | Dutch Albums Chart       | 8       |
| 1984 | Austrian Albums Chart    | 19      |
| 1984 | Swedish Albums Chart     | 20      |
| 1984 | New Zealand Albums Chart | 30      |
| 1984 | UK Albums Chart          | 100     |
| 1984 | US Albums Chart          | 133     |

| Сертификатор | Значение     | Всего продано |
| ------------ | ------------ | ------------- |
| BVMI         | Золотой диск | 250,000       |